# Sergio Pérez
Sergio Michel Pérez Mendoza (n. 26 ianuarie 1990, Guadalajara, Jalisco, Mexic), poreclit „Checo”, este un pilot de curse mexican ce a concurat ultima oară în Campionatul Mondial de Formula 1 din 2024 pentru echipa Red Bull Racing. El a câștigat primul său Mare Premiu de Formula 1 la Marele Premiu al Sakhirului din 2020, doborând recordul de starturi înainte de a câștiga o cursă la 190.
Pérez s-a alăturat echipei McLaren pentru sezonul 2013, dar mașina nu a reușit să ofere echipei niciun podium. Ulterior, pentru sezonul 2014, echipa a decis să-l înlocuiască pe Pérez cu pilotul danez Kevin Magnussen foarte târziu în sezon, lăsându-l pe Pérez fără loc. În decembrie 2013, a fost anunțat că Pérez a semnat cu Force India într-un acord de 15 milioane de euro. El a rămas cu Force India după ce au intrat în administrare în a doua jumătate a anului 2018, iar apoi cu Racing Point după reformarea lor în 2019. În decembrie 2020, Pérez a semnat cu Red Bull Racing pentru sezonul 2021, după prima sa victorie în Formula 1 la Marele Premiu al Sakhirului din 2020, înlocuindu-l pe Alexander Albon. Pérez a câștigat apoi Marele Premiu al Azerbaidjanului din 2021, așigurându-și a doua sa victorie în Formula 1. Pérez a obținut primul său pole position la Marele Premiu al Arabiei Saudite din 2022, a treia victorie din carieră urmând să vină la Marele Premiu al Principatului Monaco din 2022. Pérez a obținut a patra victorie la Marele Premiu al statului Singapore din 2022.

## Cariera în Motorsport
| Sezon   | Competiție    | Puncte | Loc clasament general |
| ------- | ------------- | ------ | --------------------- |
| 2006-07 | A1 Grand Prix | 35     | 10                    |
| 2009    | GP2 Series    | 22     | 12                    |
| 2010    | GP2 Series    | 71     | 2                     |

## Cariera în Formula 1

### Sauber (2011-2012)
Cariera lui Sergio a început la Sauber în 2011. Pérez este unul dintre numeroasele veniri recente la grila F1 care își aduce propriul sponsor, în acest caz de la o companie mexicană, Telmex, care a încheiat un acord imediat cu Sauber. Un final solid al sezonului pe locul 7 în Marea Britanie pentru a termina la general cu 14 puncte. În ciuda faptului că a marcat mai puțin de jumătate din punctele coechipierului său, Pérez a fost repede semnat pentru sezonul următor.

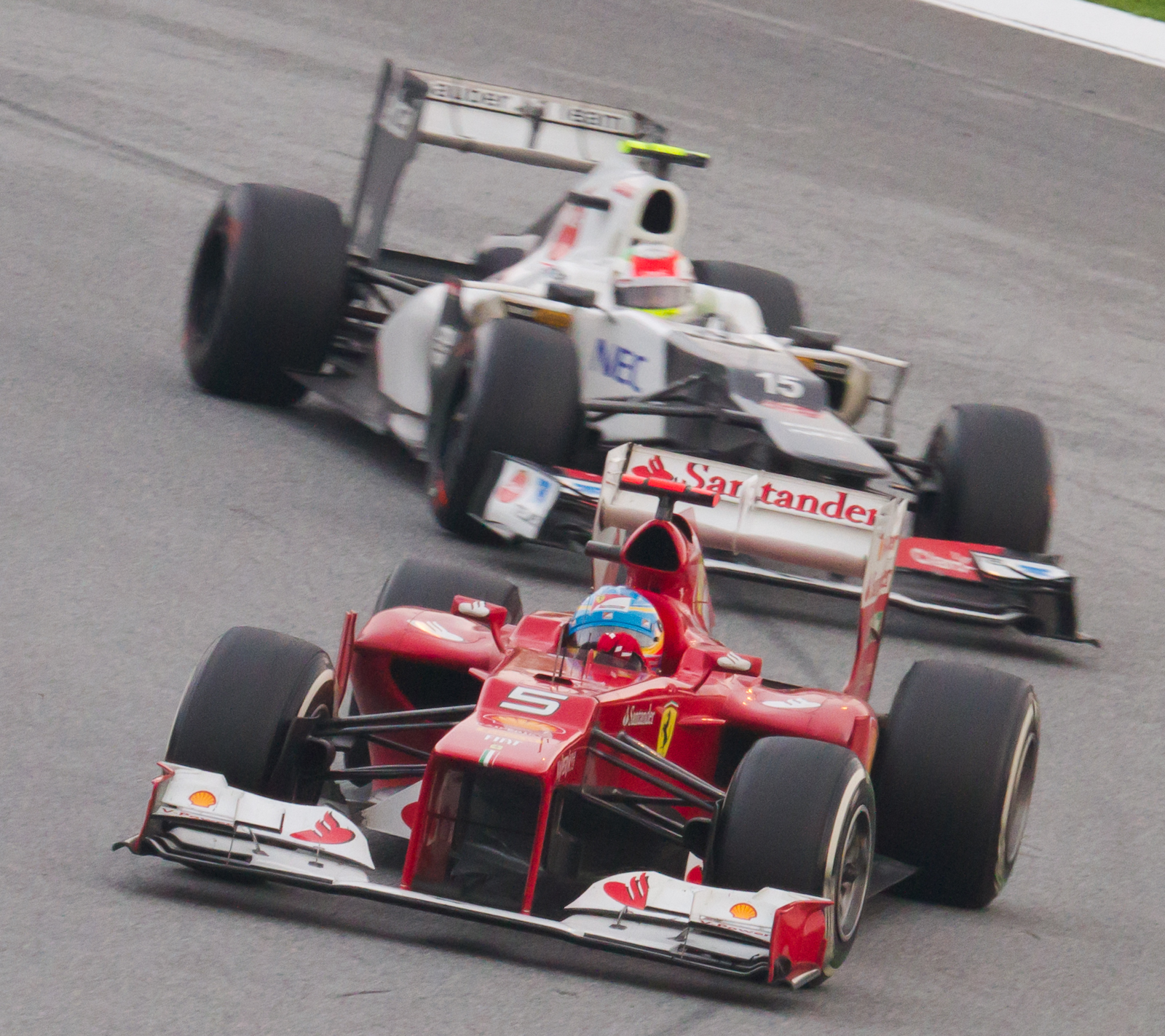
Pérez urmărindu-l pe Fernando Alonso în Marele Premiu al Malaeziei din.

Mașina Sauber din 2012 a fost o îmbunătățire clară, iar abilitățile lui Pérez s-au dezvoltat din nou foarte devreme. Doar un derapaj în ultimul tur l-a văzut coborând de pe 5 pe 8 în Australia, înainte de a cuceri aproape victoria în Malaezia. În condiții umede, Perez a fost într-o formă superbă în timp ce l-a urmărit pe Fernando Alonso, o încercare slabă de depășire l-a costat o victorie aproape sigură, dar un loc 2 i-a adus primul său podium. O serie puternică de puncte la mijlocul sezonului, care a culminat cu o altă cursă superbă ce s-a terminat cu locul 3 la Monza, i-a determinat pe McLaren să-l semneze pentru sezonul 2013. Cu toate acestea, forma lui Pérez a scăzut dramatic, în timp ce a luptat pentru puncte în ultimele 6 curse. El a terminat cu un total de 66 de puncte, și cu doar șase mai mult decât Kamui Kobayashi, colegul său de echipă.

### McLaren (2013)
Pérez a avut un sezon 2013 cu probleme. Accidentele obișnuite i-au adus critici din partea celor mai mari nume ale sportului, în timp ce el se străduia să controleze mașina defectoasă McLaren. Au fost momente de strălucire din partea mexicanului, dar în cele din urmă a fost un an condamnat care l-a văzut să termine cu 24 de puncte în spatele lui Jenson Button. McLaren a acționat rapid pentru a-l înlocui, dar din fericire, Force India aștepta după el.

### Force India (2014-2018)
Un final pe podium în Bahrain a fost punctul culminant al unui sezon inconstant în 2014, dar a terminat cu 37 de puncte în spatele lui Hülkenberg.
Cu toate acestea, a fost remarcabil sezonul 2015, deoarece a strâns puncte regulate și un podium în Rusia. Sezonul 2016 a fost din nou un mare succes pentru Pérez. Force India VJM09, care este echipat cu foarte puternica unitate de putere Mercedes, ar putea chiar să bată Williams în acest sezon. Pérez a obținut 3 podiumuri în 2016 și l-a întrecut pe colegul său de echipă extrem de bine cotat, Nico Hülkenberg.

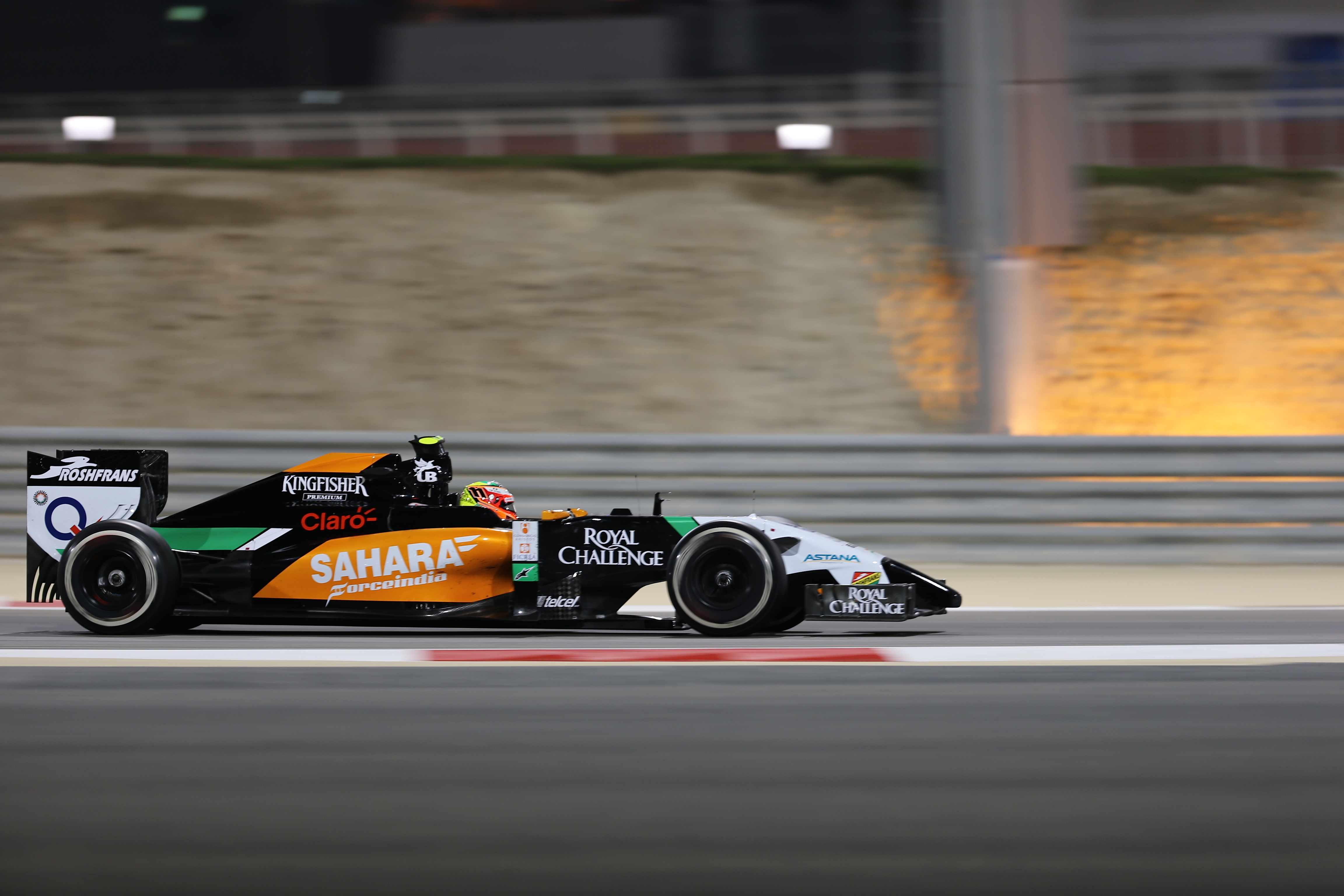
Pérez în Marele Premiu al Bahrainului din.

În 2015, Pérez s-a alăturat noului său coechipier, Esteban Ocon, și amândoi au avut bătălii palpitante care de mai multe ori s-a încheiat în lacrimi pentru echipă. Problemele au început în Canada, unde erau puternici și aveau un podium la orizont, dar Pérez nu i-a permis lui Ocon să treacă și să-l atace pe Daniel Ricciardo după ce francezul i-a cerut celor de la boxe această oportunitate. Apoi, Ocon l-a atacat pe Pérez, iar mexicanul l-a blocat destul de aspru. La Baku, ei au luat contact și au deteriorat parcursul ambelor mașini într-o cursă plină de evenimente, care ar  fi putut fi cu ușurință prima victorie a Force India în Formula 1. Pérez s-a ciocnit în Ocon în Ungaria și totul a explodat în Belgia, când Pérez l-a pus pe Ocon în zid. Echipa a trebuit să intervină și situația s-a calmat. Pérez a reușit să rămână în fața tânărului său coechipier în Campionatul Mondial (100-87) și și-a asigurat locul 7 pentru al doilea an consecutiv. În 2018, a fost din nou coechipierul lui Ocon și a avut un an bun în ciuda luptelor financiare și a situațiilor judiciare ale echipei de-a lungul sezonului.
Force India și-a schimbat numele și conducerea în sezonul 2018, Lawrence Stroll fiind principalul investitor pentru a salva problemele financiare ale echipei. Echipa a fost redenumită Racing Point. Pérez a marcat un podium la Baku în 2018 și a terminat anul în fața lui Ocon din nou, chiar dacă a fost bătut în calificări de francez, care și-a pierdut locul în favoarea lui Lance Stroll pentru 2019.

### Racing Point (2019-2020)

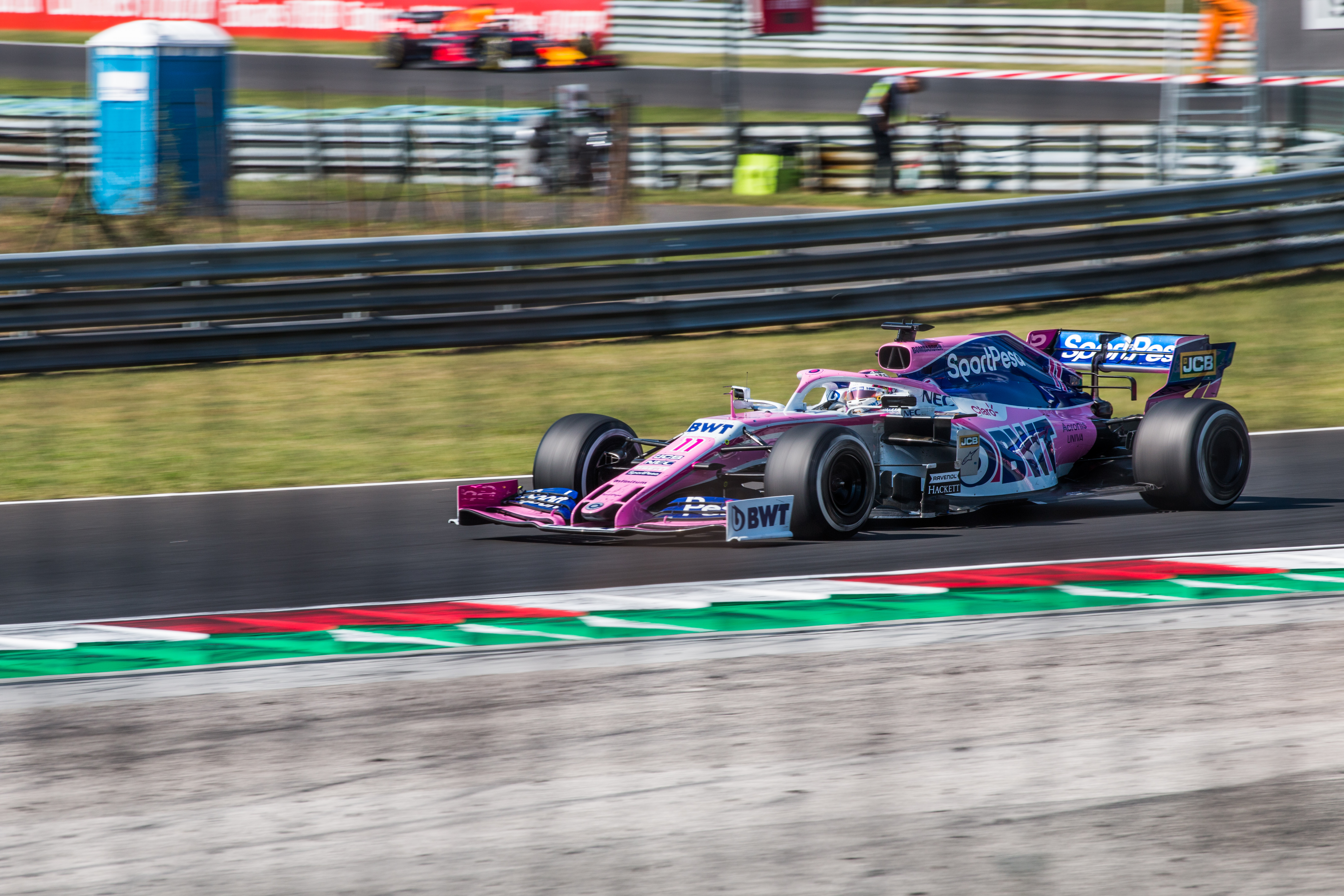
Pérez în Marele Premiu al Ungariei din 2019.

În 2019, Pérez l-a distrus pe Stroll în calificări (12-0). Cu toate acestea, canadianul a muncit mai bine duminica în prima jumătate și a terminat în fața lui Pérez la puncte în primele 12 curse (18-13). Pérez a marcat puncte în trei curse din prima jumătate a anului 2019 și a avut o serie de opt curse fără a termina în primii 10 înainte de pauza de vară.
Pérez a avut o a doua jumătate extraordinară din 2019. Șoferul mexican a marcat puncte în opt din cele nouă curse rămase. El nu a reușit să marcheze doar la Marele Premiu al Republicii Singapore din 2019, din cauza unei scurgeri de ulei atunci când era pe locul 10 în turul 43.
El a încheiat anul cu 52 de puncte, cel mai mic număr de când a înscris 49 pentru McLaren în 2013, dar a terminat în top 10 în Campionatul Mondial pentru al șaselea an consecutiv.
Cu trei zile înainte de Marele Premiu al Marii Britanii din 2020, el fost testat pozitiv pentru SARS-CoV-2 care cauzează COVID-19. Din această cauză, el nu a putut participa la Marele Premiu al Marii Britanii. El a fost înlocuit temporar de Nico Hülkenberg. S-a confirmat că va rata, de asemenea, Marele Premiu al Aniversării de 70 de ani. După ce a fost testat negativ după Marele Premiu al Aniversării de 70 de ani, Pérez a revenit la Marele Premiu al Spaniei unde s-a calificat pe locul patru și a terminat cursa pe poziția a cincea. În septembrie 2020, Pérez a anunțat că va părăsi Racing Point la sfârșitul sezonului 2020. El va fi înlocuit de Sebastian Vettel, în timp ce Racing Point va deveni Aston Martin pentru sezonul 2021.
Pérez a obținut al nouălea podium din F1 la Marele Premiu al Turciei. După ce s-a calificat al treilea pe ploaie, Pérez a trecut de Max Verstappen și a trecut de pe locul trei pe doi, doar în spatele coechipierului său, Lance Stroll, începând cu anvelope de ploaie și schimbând cu anvelope intermediare în turul 10 din 58. Pérez a moștenit conducerea după ce Stroll a făcut o oprire la boxe, iar în turul 37 a fost depășit de Lewis Hamilton pentru conducere. Podiumul a fost Hamilton, Pérez și Sebastian Vettel. Pérez a ocupat locul 3 pentru majoritatea Marelui Premiu al Bahrainului după ce a început pe locul 5, dar o problemă electrică la MGU-K l-a lovit doar cu câteva tururi înainte de final, obligându-l să se retragă.
Pérez a câștigat prima sa cursă la Marele Premiu al Sakhirului. În primul tur, Pérez a fost lovit de Leclerc și a trecut de pe locul 2 pe locul 18 și apoi pe ultimul. În turul 64 a preluat conducerea și a câștigat cursa în fața lui Esteban Ocon și a coechipierului său, Stroll. Aceasta a fost prima victorie pentru un pilot mexican de la Pedro Rodríguez care a câștigat Marele Premiu al Belgiei din 1970 cu 50 de ani în urmă. El a terminat sezonul pe locul 4 cu 125 de puncte acumulate, cea mai bună clasare a sa până în prezent.

### Red Bull Racing (2021-2024)

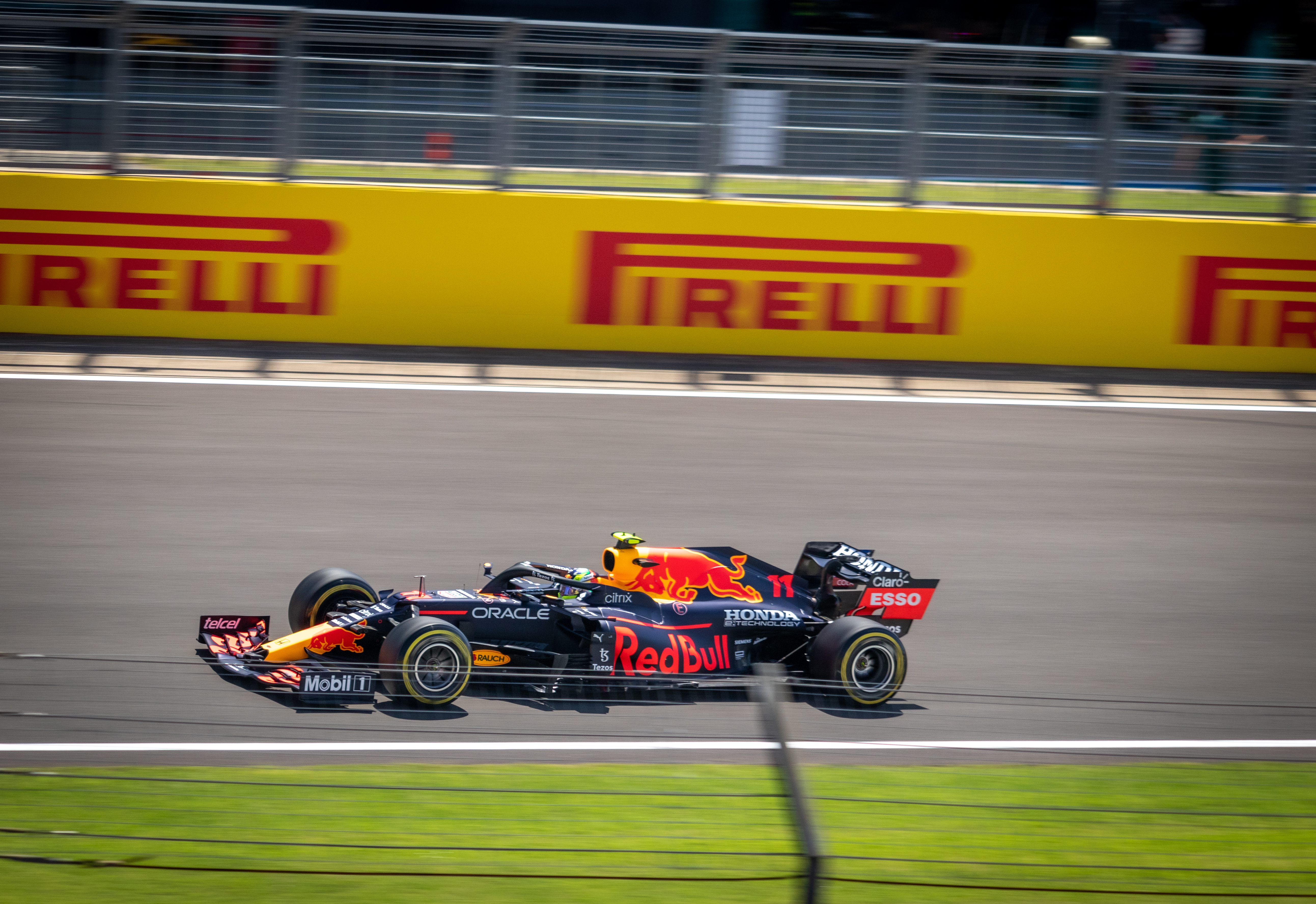
Pérez în.

Pérez s-a mutat la Red Bull Racing în 2021, înlocuindu-l pe Alexander Albon, unde îl va avea ca partener pe Max Verstappen. La Marele Premiu al Bahrainului din 2021, Pérez și-a făcut debutul cu echipa, terminând pe locul 5. În timpul calificărilor de sâmbătă, a terminat pe locul 11. În timpul turului de formare pentru cursă, mașina lui s-a oprit din cauza unei defecțiuni electrice. El a reușit să-și reseteze mașina înainte de a fi nevoit să înceapă cursa de la linia boxelor. La Marele Premiu al Emiliei-Romagna din 2021, Pérez s-a calificat în prima linie pe locul 2, la doar 0,035 secunde în spatele lui Lewis Hamilton, depășindu-l pe coechipierul său, Max Verstappen, pe locul trei. A fost pentru prima dată în carieră când începea în prima linie.
La Marele Premiu al Azerbaidjanului din 2021, Pérez s-a calificat pe locul 7, începând de pe locul 6 din cauza unei penalizări pe grilă pentru Lando Norris. În cursă a avut un start puternic, urcând pe locul 3 până în turul 8. În fereastra de oprire la boxe, a trecut apoi de Lewis Hamilton pentru a ocupa locul 2. După ce a rămas în această poziție pentru cea mai mare parte a cursei, Pérez a intrat în frunte în urma unei defecțiuni a anvelopei pentru coechipierul Max Verstappen în turul 47. Odată cu reluarea cursei în turul 50, el a rămas în frunte pentru ultimele 2 tururi pentru a obține a doua victorie a carierei sale și prima pentru Red Bull. În cursa de acasă din Mexic, Pérez a obținut al treilea podium consecutiv, pentru prima dată în carieră. În ultimele tururi ale cursei, a reușit să-l preseze pe Lewis Hamilton pentru locul 2, dar nu a reușit să treacă de Hamilton înaintea steagului final.

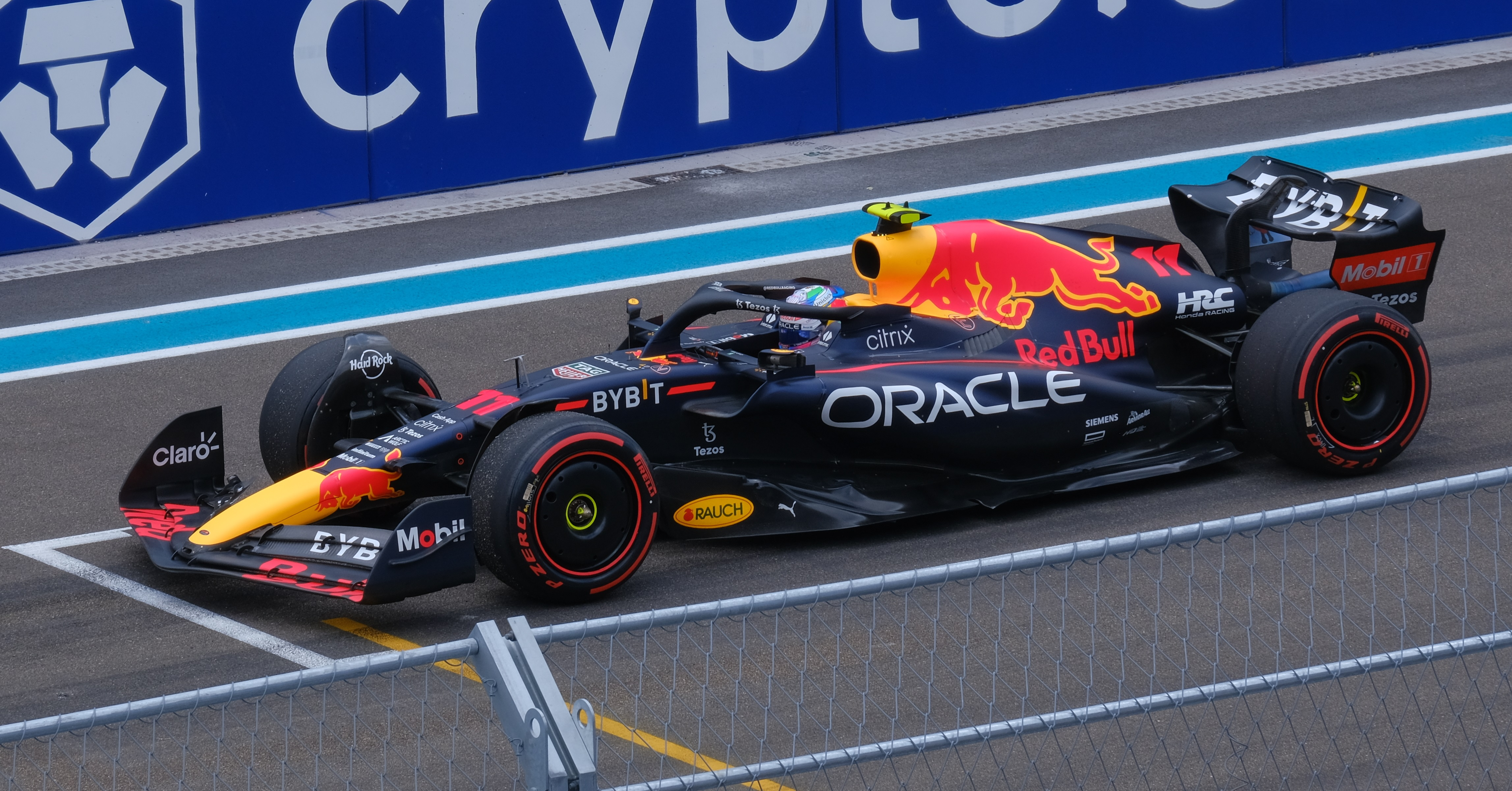
Pérez în.

Pérez a continuat cu Red Bull și în sezonul 2022. În mai 2022, a semnat o prelungire a contractului de doi ani cu Red Bull, prin care va concura pentru echipă până la sfârșitul sezonului 2024. El a obținut primul său pole position la Marele Premiu al Arabiei Saudite din 2022, la cel de-al 215-lea start din Formula 1; prin urmare, doborând recordul pentru cele mai multe curse înainte de primul pole position și, de asemenea, devenind primul pilot mexican care a obținut un pole position în F1. A terminat cursa pe locul 4. La Marele Premiu al Australiei din 2022, el a obținut primul său podium din sezon, terminând pe locul 2, obținând apoi aceeași poziție și în următoarele două curse, la Emilia-Romagna și în Spania. A câștigat prima sa cursă din sezon la Monaco, după ce a început de pe locul 3. A continuat să obțină podiumuri în Azerbaidjan și Marea Britanie, înainte de a câștiga doua cursă din sezon în Singapore. A încheiat sezonul, urcând de trei ori pe podium în ultimele cinci curse. S-a clasat pe locul 3 în campionatul piloților, la 3 puncte în spatele lui Charles Leclerc de la Ferrari, fiind cea mai bună poziție a sa din carieră până în prezent.
Pérez a început sezonul 2023 în forță, menținându-se aproape de coechipierul său Verstappen în lupta pentru titlu. În primele cinci curse, a obținut două victorii, două clasări pe locul 2 și o clasare pe locul 5. Totuși, după Marele Premiu de la Miami, el a început să aibă o scădere drastică de formă. În timp ce coechipierul său câștiga cursă după cursă, el se lupta să obțină măcar o clasare pe podium. Până la finalul sezonului, a mai obținut alte cinci podiumuri și a reușit să își mențină poziția secundă în clasamentul piloților, în ciuda apropierii lui Lewis Hamilton pe final, reprezentând cea mai bună clasare din cariera sa. El urmează să continue la Red Bull și pentru sezonul 2024.

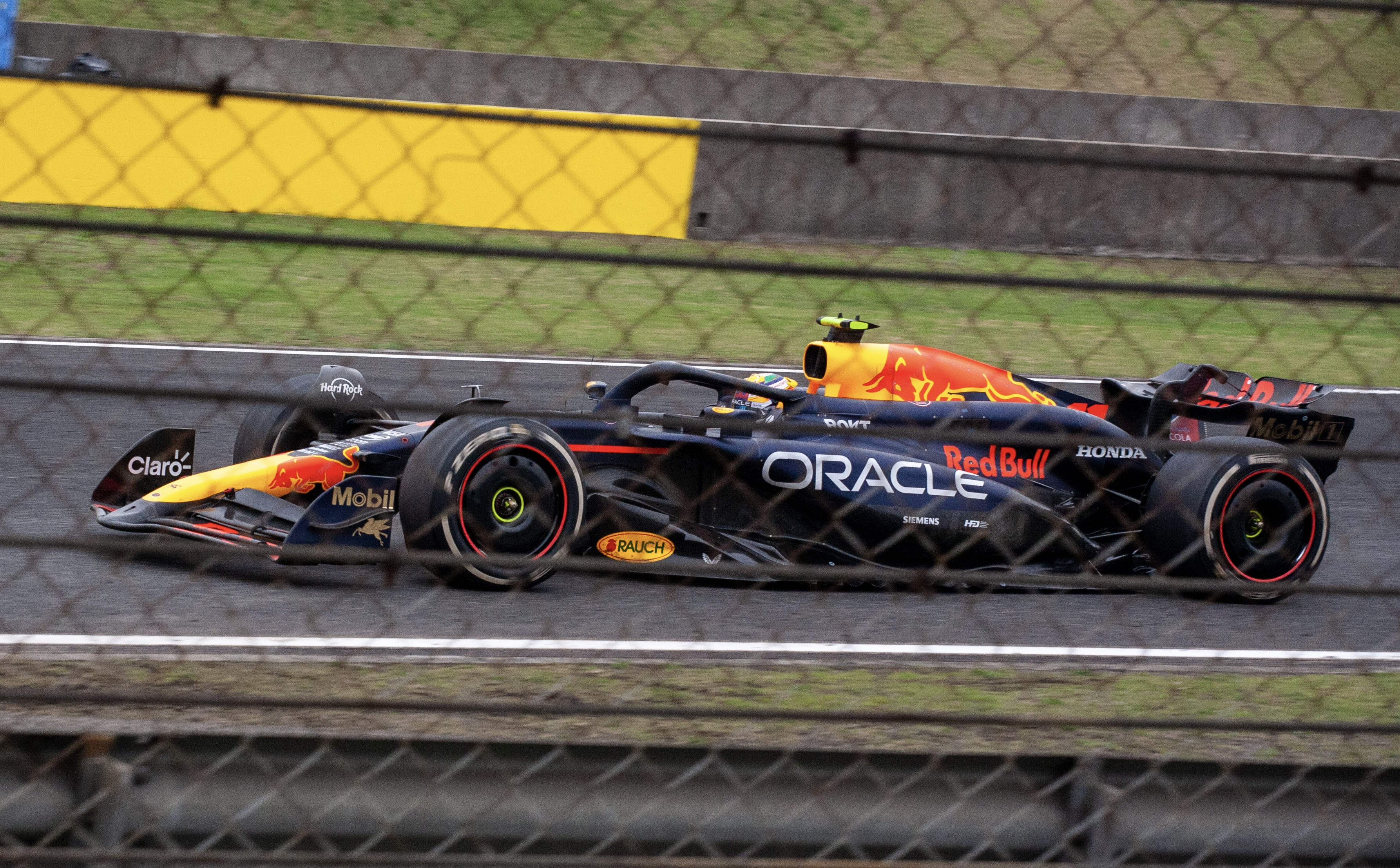
Pérez în.

Pérez a început sezonul 2024 asemănător cu cel precedent, obținând clasări pe locul doi în Bahrain și Arabia Saudită și podiumuri în Japonia și China. Cu toate acestea, forma sa a scăzut pe măsură ce sezonul a avansat. A suferit accidente la Monaco, Canada și în Ungaria. În Azerbaidjan, Pérez l-a depășit în calificări pe Verstappen pentru prima dată din 2023, dar un accident la finalul cursei, în timp ce lupta pentru locul doi, i-a pus capăt weekendului. Pérez a fost depășit în mod constant de Verstappen, în timp ce RB20 a pierdut teren în fața lui McLaren și Ferrari. În ciuda unor momente importante ocazionale, cum ar fi un start pe prima linie în Belgia, Pérez a avut un sezon dificil, și a încheiat anul cu un abandon în cursa de la Abu Dhabi după o coliziune în primul tur.
S-a clasat la finalul sezonului pe locul opt în clasament, cu 152 de puncte, la 285 de puncte în spatele lui Verstappen, care a câștigat campionatul. După sezon, Pérez și Red Bull au convenit de comun acord să se despartă, punând capăt unui parteneriat de patru ani. Liam Lawson a fost numit înlocuitorul său pentru 2025.

## Parcursul în Formula 1
| Legendă      | Legendă                                                |
| Culoare      | Rezultat                                               |
| ------------ | ------------------------------------------------------ |
| Auriu        | Câștigător                                             |
| Argintiu     | Locul 2                                                |
| Bronz        | Locul 3                                                |
| Verde        | Alte locuri care punctează                             |
| Albastru     | Alte locuri                                            |
| Albastru     | Nu s-a clasat, dar a terminat cursa (NC)               |
| Purpuriu     | A abandonat cursa (Ab)                                 |
| Negru        | Descalificat (DSC)                                     |
| Alb          | Nu a luat startul (NS)                                 |
| Roșu         | Nu s-a calificat (NSC)                                 |
| Fără culoare | Retras înainte de calificări (Ret)                     |
| Fără culoare | Exclus (EX)                                            |
| Fără culoare | Nu a participat (celulă goală)                         |
| Adnotare     | Însemnătate                                            |
| P            | Pole position                                          |
| R            | Cel mai rapid tur                                      |
| 1            | Poziția finală în cursa sprint                         |
| *            | Nu a terminat, dar a parcurs mai mult de 90% din cursă |

| Sezon | Echipă          | Șasiu  | Motor                          | 1       | 2      | 3      | 4      | 5      | 6       | 7       | 8       | 9       | 10      | 11      | 12      | 13     | 14     | 15      | 16     | 17      | 18     | 19     | 20     | 21      | 22      | 23     | 24     | Poz. | Puncte |
| ----- | --------------- | ------ | ------------------------------ | ------- | ------ | ------ | ------ | ------ | ------- | ------- | ------- | ------- | ------- | ------- | ------- | ------ | ------ | ------- | ------ | ------- | ------ | ------ | ------ | ------- | ------- | ------ | ------ | ---- | ------ |
| 2011  | Sauber          | C30    | Ferrari 056 2,4 V8             | AUS DSC | MAL Ab | CHN 17 | TUR 14 | ESP 9  | MCO NS  | CAN Ret | EUR 11  | GBR 7   | DEU 11  | HUN 15  | BEL Ab  | ITA Ab | SGP 10 | JPN 8   | KOR 16 | IND 10  | ABU 11 | BRA 13 | N/A    | N/A     | N/A     | N/A    | N/A    | 16   | 14     |
| 2012  | Sauber          | C31    | Ferrari Type 056 2,4 V8        | AUS 8   | MAL 2  | CHN 11 | BHR 11 | ESP Ab | MCO 11R | CAN 3   | EUR 9   | GBR Ab  | DEU 6   | HUN 14  | BEL Ab  | ITA 2  | SGP 10 | JPN Ab  | KOR 11 | IND Ab  | ABU 15 | USA 11 | BRA Ab | N/A     | N/A     | N/A    | N/A    | 10   | 66     |
| 2013  | McLaren         | MP4-28 | Mercedes FO 108F 2,4 V8        | AUS 11  | MAL 9R | CHN 11 | BHR 6  | ESP 9  | MCO 16* | CAN 11  | GBR 20* | DEU 8   | HUN 9   | BEL 11  | ITA 12  | SGP 8  | KOR 10 | JPN 15  | IND 5  | ABU 9   | USA 7  | BRA 6  | N/A    | N/A     | N/A     | N/A    | N/A    | 11   | 49     |
| 2014  | Force India     | VJM07  | Mercedes PU106A Hybrid 1,6 V6t | ESP 10  | MAL NS | BHR 3  | CHN 9  | ESP 9  | MCO Ab  | CAN 11* | AUT 6R  | GBR 11  | DEU 10  | HUN Ab  | BEL 8   | ITA 7  | SGP 7  | JPN 10  | RUS 10 | USA Ab  | BRA 15 | ABU 7  | N/A    | N/A     | N/A     | N/A    | N/A    | 10   | 59     |
| 2015  | Force India     | VJM08  | Mercedes PU106B Hybrid 1,6 V6t | AUS 10  | MAL 13 | CHN 11 | BHR 8  | ESP 13 | MCO 7   | CAN 11  | AUT 9   | GBR 9   | HUN Ab  | BEL 5   | ITA 6   | SGP 7  | JPN 12 | RUS 3   | USA 5  | MEX 8   | BRA 12 | ABU 5  | N/A    | N/A     | N/A     | N/A    | N/A    | 9    | 78     |
| 2016  | Force India     | VJM09  | Mercedes PU106C Hybrid 1,6 V6t | AUS 13  | BHR 16 | CHN 11 | RUS 9  | ESP 7  | MCO 3   | CAN 10  | EUR 3   | AUT 17* | GBR 6   | HUN 11  | DEU 10  | BEL 5  | ITA 8  | SGP 8   | MAL 6  | JPN 7   | USA 8  | MEX 10 | BRA 4  | ABU 8   | N/A     | N/A    | N/A    | 7    | 101    |
| 2017  | Force India     | VJM10  | Mercedes M08 EQ Power+ 1,6 V6t | AUS 7   | CHN 9  | BHR 7  | RUS 6  | ESP 4  | MCO 13R | CAN 5   | AZE Ab  | AUT 7   | GBR 9   | HUN 8   | BEL 17* | ITA 9  | SGP 5  | MAL 6   | JPN 7  | USA 8   | MEX 7  | BRA 9  | ABU 7  | N/A     | N/A     | N/A    | N/A    | 7    | 100    |
| 2018  | Force India     | VJM10  | Mercedes M09 EQ Power+ 1,6 V6t | AUS 11  | BHR 16 | CHN 12 | AZE 3  | ESP 9  | MCO 12  | CAN 14  | FRA Ab  | AUT 7   | GBR 10  | DEU 7   | HUN 14  |        |        |         |        |         |        |        |        |         | N/A     | 8      | 62     |      |        |
| 2018  | Force India     | VJM10  | Mercedes M09 EQ Power+ 1,6 V6t |         |        |        |        |        |         |         |         |         |         |         |         | BEL 5  | ITA 7  | SGP 16  | RUS 10 | JPN 7   | USA 8  | MEX Ab | BRA 10 | ABU 8   | N/A     | 8      | 62     |      |        |
| 2019  | Racing Point    | RP19   | BWT Mercedes 1,6 V6 t          | AUS 13  | BHR 10 | CHN 8  | AZE 6  | ESP 15 | MCO 12  | CAN 12  | FRA 12  | AUT 11  | GBR 17  | DEU Ab  | HUN 11  | BEL 6  | ITA 7  | SGP Ab  | RUS 7  | JPN 8   | MEX 7  | USA 10 | BRA 9  | ABU 7   | N/A     | N/A    | N/A    | 10   | 52     |
| 2020  | Racing Point    | RP20   | BWT Mercedes 1,6 V6 t          | AUT 6   | STI 6  | HUN 7  | GBR    | 70A    | ESP 5   | BEL 10  | ITA 10  | TOS 5   | RUS 4   | EIF 4   | PRT 7   | EMR 6  | TUR 2  | BHR 18* | SKR 1  | ABU Ab  | N/A    | N/A    | N/A    | N/A     | N/A     | N/A    | N/A    | 4    | 125    |
| 2021  | Red Bull Racing | RB16B  | Honda RA621H 1,6 V6t           | BHR 5   | EMR 11 | PRT 4  | ESP 5  | MCO 4  | AZE 1   | FRA 3   | STI 4   | AUT 6   | GBR 15R | HUN Ab  | BEL 19  | NLD 8  | ITA 5  | RUS 9   | TUR 3  | USA 3   | CMX 3  | SAP 4R | QAT 4  | SAU Ab  | ABU 15* | N/A    | N/A    | 4    | 190    |
| 2022  | Red Bull Racing | RB18   | RBPTH001 1,6 V6t               | BHR 18* | SAU 4P | AUS 2  | EMR 32 | MIA 4  | ESP 2R  | MCO 1   | AZE 2R  | CAN Ab  | GBR 2   | AUT 5Ab | FRA 4   | HUN 5  | BEL 2  | NLD 5   | ITA 6R | SGP 1   | JPN 2  | USA 4  | CMX 3  | SAP 57  | ABU 3   | N/A    | N/A    | 3    | 305    |
| 2023  | Red Bull Racing | RB19   | Honda RBPT001 1,6 V6t          | BHR 2   | SAU 1P | AUS 5R | AZE 1  | MIA 2P | MCO 16  | ESP 4   | CAN 6R  | AUT 23  | GBR 6   | HUN 3   | BEL 2   | NLD 4  | ITA 2  | SGP 8   | JPN Ab | QAT 10  | USA 54 | CMX Ab | SAP 34 | LVG 3   | ABU 4   | N/A    | N/A    | 2    | 285    |
| 2024  | Red Bull Racing | RB20   | Honda RBPTH002 1,6 V6t         | BHR 2   | SAU 2  | AUS 5  | JPN 2  | CHN 3  | MIA 34  | EMR 8   | MCO Ab  | CAN Ab  | ESP 8   | AUT 87  | GBR 17  | HUN 7  | BEL 7R | NLD 6   | ITA 8  | AZE 17* | SGP 10 | USA 7  | CMX 17 | SAP 811 | LVG 10  | QAT Ab | ABU Ab | 8    | 152    |
| Sezon | Echipă          | Șasiu  | Motor                          | 1       | 2      | 3      | 4      | 5      | 6       | 7       | 8       | 9       | 10      | 11      | 12      | 13     | 14     | 15      | 16     | 17      | 18     | 19     | 20     | 21      | 22      | 23     | 24     | Poz. | Puncte |